# Mantle (API)
Mantle是一个由AMD主导开发的面向3D游戏的图形渲染 API，开发从2013年开始，并在DICE的帮助下进行，於2013年9月25日發布。尽管PlayStation 4和Xbox One配置的GPU也支持Mantle，Mantle作为Direct3D和OpenGL的补充，主要用于PC。
AMD在2015年3月表示，由于与之类似的Vulkan已经可以取代Mantle在游戏工业的作用，公司将未来逐步的将重心从Mantle转移至其他领域。未来两年AMD仍将提供驱动支持，不过直到2015年3月，Mantle API本身并没有公开。
Mantle API僅支持基於 GCN 架構的顯卡和 APU  ，而不支持基於 TeraScale 架構的顯卡和 APU。